# Sierra de Ancares
La sierra de Ancares es una sierra situada en el macizo Galaico-Leonés, en el extremo noroeste de la provincia de León y en la parte más oriental de la provincia de Lugo. Es un espacio natural protegido y en 2006 fue declarada Reserva de la Biosfera por la Unesco tanto en León, como en Lugo.
Constituye el límite entre las comunidades autónomas de Galicia, Castilla y León y Asturias. Sus mayores altitudes son los picos Mustallar (1935 m), Cuiña (1987 m) y Miravalles (1969 m). Su quebrado territorio está formado principalmente por los valles de los ríos que bajan de las cumbres hacia la cuenca del río Sil en El Bierzo, en la ladera oriental, y hacia el río Navia en la provincia de Lugo, en la ladera occidental de la sierra.
Debido a su prolongado aislamiento, la sierra es conocida porque sus pobladores han conservado unas costumbres ancestrales y una arquitectura tradicional heredera de la cultura castreña, considerada como la más antigua de todo el noroeste peninsular y una de las más antiguas de Europa. Su ejemplo más destacable es la palloza, un tipo de vivienda rural y circular con techo de paja, que aún se conserva en pueblos como El Cebrero, Piornedo, Balouta, Balboa, Campo del Agua, Pereda de Ancares o Chano.

## Geología

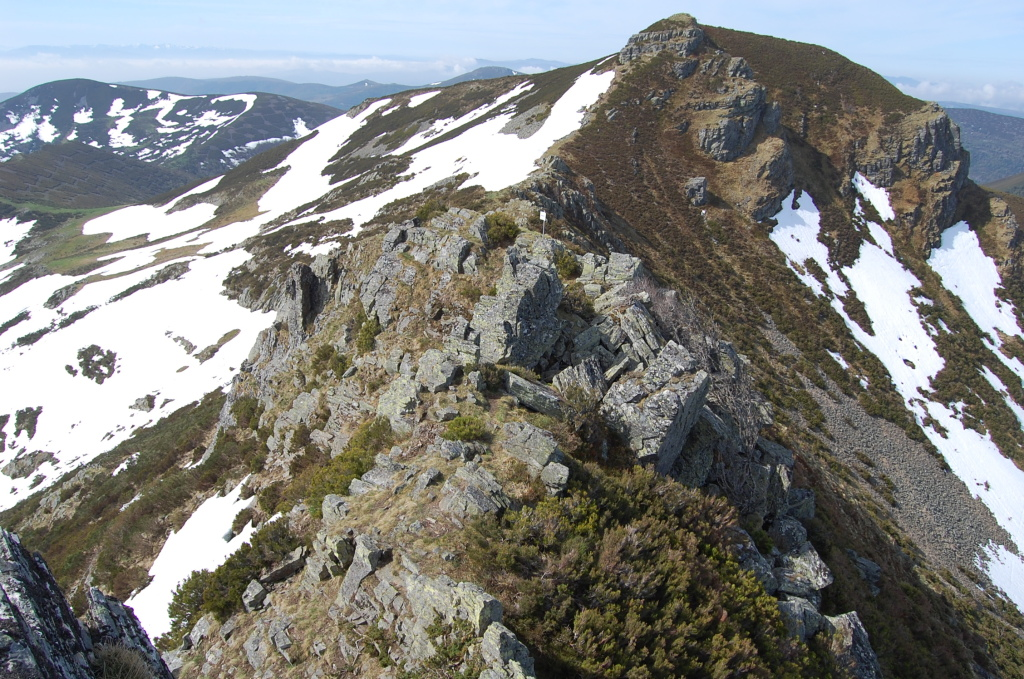
Os Penedois con Tres Bispos al fondo, en el municipio de Cervantes

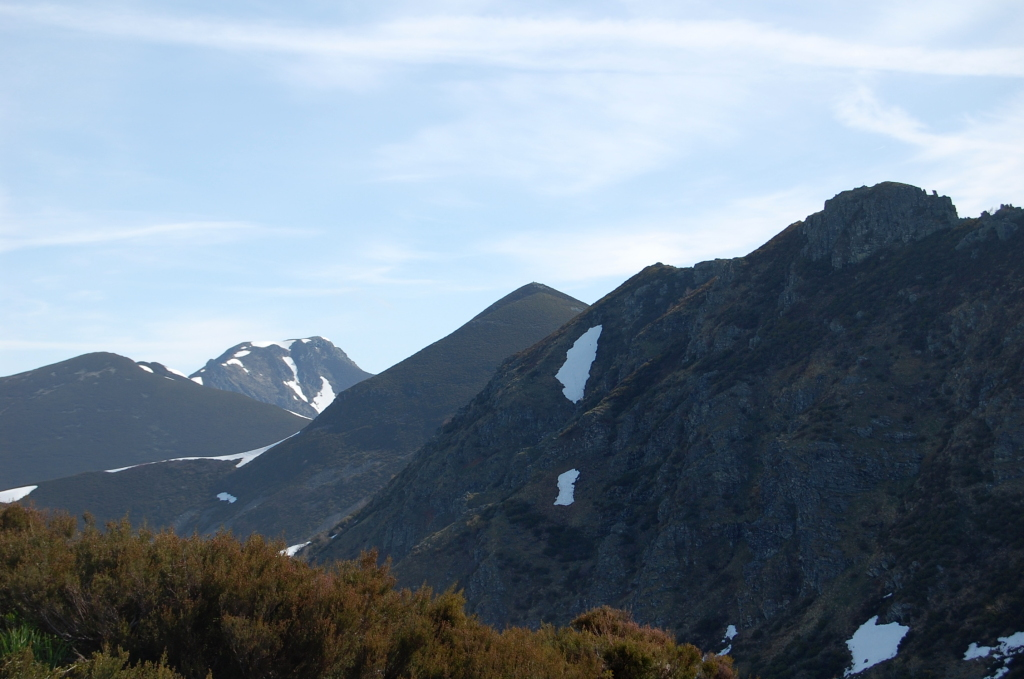
Pico Mustallar

La sierra de Ancares constituye el extremo occidental de la cordillera Cantábrica y conforma una alineación montañosa en arco. Pertenece a la Zona Asturoccidental-Leonesa, y en el subsuelo dominan las pizarras, areniscas y cuarcitas, junto a las calizas y filitas.
La orogenia herciniana y más tarde alpina, junto al proceso de modelado glaciar, configuran este espacio como un conjunto de elevadas cumbres, con altitud entre 1500 y 2000 m, en el que la acción del hielo ha dado lugar a profundos valles glaciares, circos y lagunas glaciares, y a depósitos morrénicos. Si bien la acción de los glaciares fue similar en los valles de ambas laderas de la sierra, fue superior en los valles orientales donde el hielo llegó a tener entre 260 y 280 m de espesor en los valles de Burbia y Ancares, y las lenguas glaciares alcanzaron entre 11 y 13 km de largo bajando hasta 800 m de altitud.

## Hidrografía
En su vertiente leonesa, cuatro valles bajan de la sierra de Ancares. Son los valles de los ríos Burbia, Ancares —que dio nombre a la sierra—, Cúa en el valle de Fornela y el pequeño valle de Balboa.
En las vertientes gallegas y asturianas, los afluentes del río Navia surcan la sierra de estrechos y profundos valles, como el del río Rao o las gargantas del río Ser, en el municipio gallego de Navia de Suarna, o el valle del río Ibias, en el Principado de Asturias.

## Clima
El clima que presenta es el oceánico de montaña, con inviernos muy fríos y veranos frescos, y una pluviometría directamente influida por los vientos húmedos procedentes del Atlántico.

## Flora
La sierra de Ancares se encuentra en la confluencia de dos regiones biogeográficas, la región eurosiberiana al norte y la región mediterránea al sur, lo que le confiere una biodiversidad superior a la de otras zonas limítrofes. Se considera que la mayor parte de la sierra pertenece a la región eurosiberiana, y más precisamente a la provincia Orocantábrica, sector Laciano-Ancarense y subsector Naviano-Ancarense, y que el límite de la región mediterránea se sitúa alrededor de los 1000 m de altitud en los valles de los ríos Valcárce, Ancares, Burbia y Cúa, en los Ancares bercianos. Esta peculiaridad explica que en un área atlántica como la cuenca del río Navia, se encuentren algunas especies mediterráneas como el madroño, el alcornoque, la genista (esp. falcata) y el cantueso (subsp. sapaina).
La vegetación varía según la altitud y la orientación de los montes. En los fondos de los valles y en altitudes bajas se encuentran castaños y avellanos, y bosques de galería caducifolios donde dominan el aliso y el sauce. Subiendo hasta unos 1000 m s. n. m., el roble melojo y el roble albar pueblan las laderas sur alternando con áreas de brezo blanco, mientras que los montes orientados al norte muestran bosques más variados con carvallos y robles albar y melojo, arces, avellanos, mostajos, acebos y abedules en la franja superior. En los sotobosques abundan los arándanos y los valles de origen glaciares muestran zonas con vegetación propia de turberas. Por encima de 1000 m, abundan los acebales y los abedulares que se acompañan de serbales y tejos. A partir de los 1700 m, en el piso subalpino, la vegetación arbórea es sustituida por un matorral bajo de brezo blanco, piornos (principalmente Genista obtusiramea y Genista florida), tojos y enebros rastreros, y zonas de pastizales.

## Fauna
En Los Ancares destacan dos especies endémicas de la cordillera Cantábrica, el urogallo cantábrico y la liebre de piornal, así como el oso pardo, otro animal emblemático de la sierra.

## Geografía política

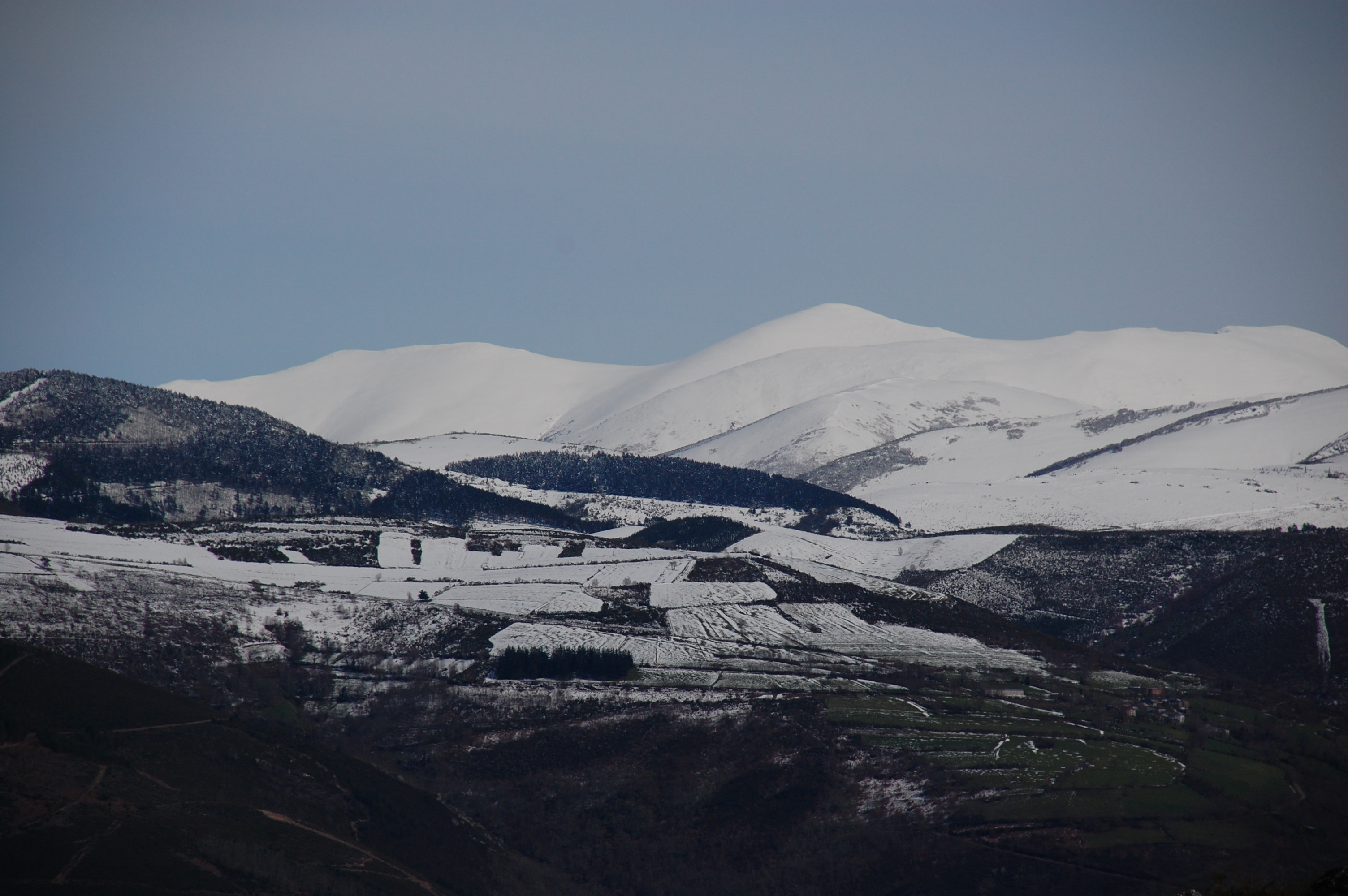
Sierra de Ancares.

El ámbito administrativo de la sierra abarca una zona muy superior a lo que tradicionalmente es la comarca de Ancares (limitada al municipio de Valle de Ancares en su tramo entre el puerto de Lumeras y el puerto de Ancares). Se reparte entre municipios limítrofes de la comarca de El Bierzo y de la comarca de Laciana en Castilla y León, el concejo de Ibias en Asturias y municipios de la comarca lucense de Los Ancares en Galicia.